# Samariterviertel
Het Samariterviertel is een Berlijnse buurt in het stadsdeel Friedrichshain, onderdeel van het district Friedrichshain-Kreuzberg. Het gebied bevindt zich op ongeveer 3½ km ten oosten van van de Alexanderplatz. Het ligt ten noorden van de Frankfurter Allee rond de "Samariterkirche". In het westen wordt de buurt begrensd door de Proskauer Straße, in het oosten door de Ringbahn en in het noorden door de terreinen van het vroegere slachthuis aan de Eldenaer Straße.
Het werd van 1993 tot 2008 ingedeeld als saneringszone en als gevolg ervan werden de gebouwen grondig gemoderniseerd. Het Samariterviertel is 33,8 ha groot en telt 8.370 inwoners. Sinds de sanering steeg het inwonersaantal met 34,5%. Onder meer door de intrede van nieuwe inwoners is de sociale structuur van de buurt grondig gewijzigd en lijkt het straatbeeld meer op de burgerlijke buurten (Kollwitzplatz, Winterfeldtplatz). Uitzondering vormt de door punkers uit heel Europa bezochte Rigaer Straße.